# Cry Havoc
Cry Havoc (tipografiat Cry 'Havoc' ) és una pel·lícula dramàtica estatunidenca dirigida per Richard Thorpe, adaptació d'una obra d'Allan Kenward i estrenada el 1943.
El títol prové d'una famosa rèplica del Juli Cèsar de Shakespeare: «Cry 'Havoc! ', and let slips the dogs of war. ». El repartiment és principalment femení, amb Margaret Sullavan, Ann Sothern, Joan Blondell i Fay Bainter en els papers principals.

## Argument[2]
La pel·lícula explica la història d'un grup d'infermeres de l'exèrcit a Bataan durant la Segona Guerra mundial. Al començament de la pel·lícula, la infermera en cap, la tinent Mary Smith (Margaret Sullavan) suplica el seu superior, la capitana Alice Marsh (Fay Bainter) per aconseguir més infermeres per tal d'alleujar la càrrega de treball excessiva, però en lloc d'infermeres professionals, se li envia un grup de civils vingudes de formacions diverses. Són inexpertes i no tenen la formació necessària, i costa instal·lar-se. Pat Conlin (Ann Sothern) es rebel·la contra el caràcter autoritari de la tinent Smith. Troben també un oficial de sexe masculí, el tinent Holt (Allan Byron), i Pat no és insensible al seu encant, cosa que condueix la tinent Smith a estar gelosa, negant-se a explicar per què se sent ofesa per l'actitud de Pat envers ell. Durant un raid aeri, una de les voluntàries, Sue West (Dorothy Morris), és separada del grup, i algunes dones, entre les quals la seva germana Andra (Heather Angel) van a la seva recerca. Tres dies més tard, és trobada viva, havent estat entrampada en una barraca, retinguda amb els cossos de diversos soldats que van ser mortss durant l'atac.
Les privacions han acostat les dones, que discuteixen les seves esperances de futur. Grace (Joan Blondell), exartista, balla per al grup, per trencar la tensió. Sue es queda trastocada després d'aquesta prova fins a un nou atac a l'hospital. Grace és ferida, i en un atac ulterior, Connie (Ella Raines) és morta. Es presenta una ocasió per a totes aquestes dones d'anar-se de l'illa, però després d'una discussió col·lectiva, decideixen quedar-se i ajudar del millor que poden. S'assabenten que el tinent Holt ha estat mort. Pat i la tinent Smith queden trasbalsades. Poc després, la tinent Smith agafa la malària i en el seu deliri, revela que va estar casada amb el tinent Holt, i que havien guardat el seu matrimoni secret a causa d'un reglament militar que impedeix a les parelles casades servir juntes. La pel·lícula s'acaba amb les forces armades japoneses que envolten l'hospital, i les infermeres obligades a rendir-se.

## Repartiment
- Margaret Sullavan: la tinent Mary Smith
- Frances Gifford: Helen Domeret
- Ann Sothern: Pat Conlin
- Diana Lewis: Nydia Joyce
- Joan Blondell: Grace Lambert
- Heather Angel: Andra West
- Fay Bainter: la capitana Alice Marsh
- Dorothy Morris: Sue West
- Marsha Hunt: Flo Norris
- Connie Gilchrist: Sadie, la cuinera
- Ella Raines: Connie Booth

## Galeria

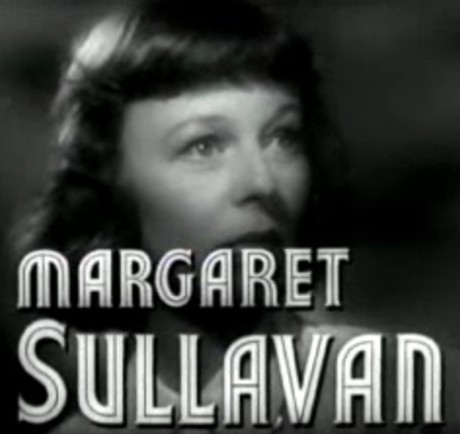
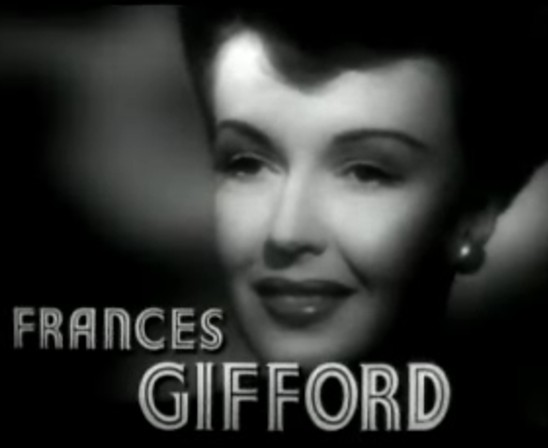
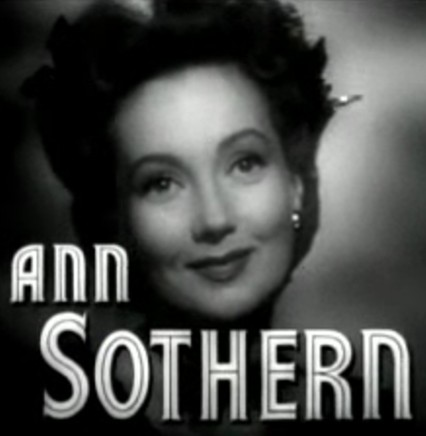
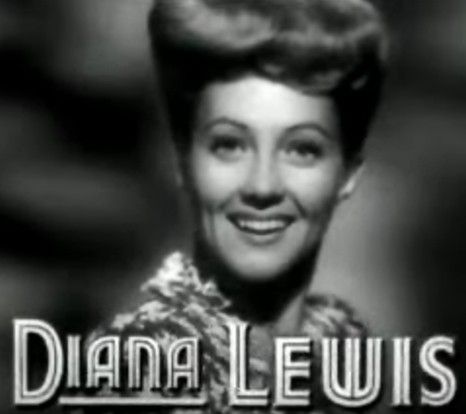
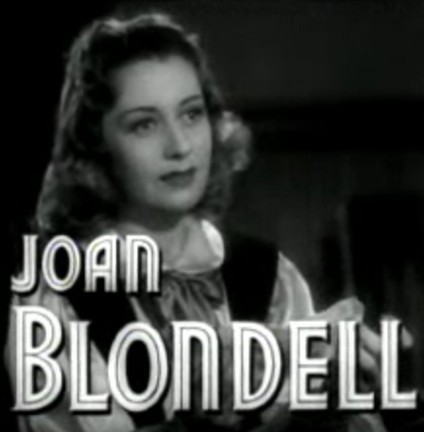
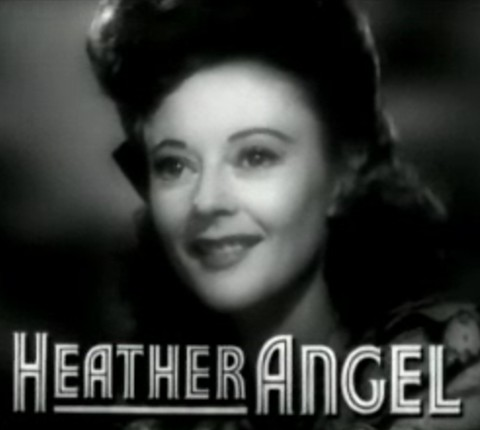
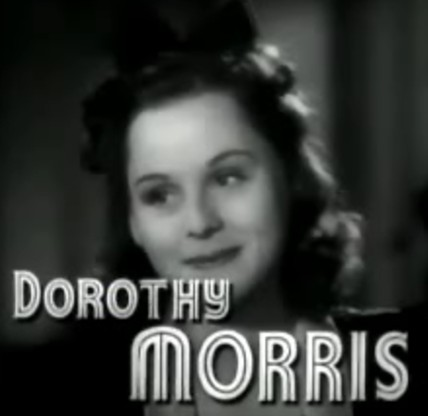
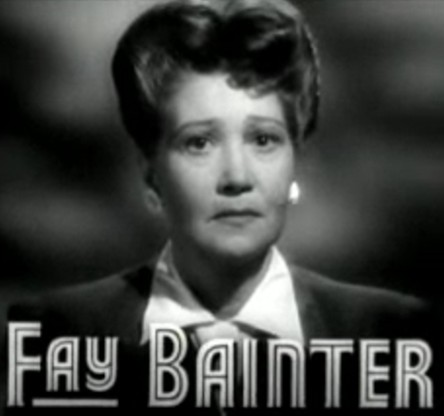
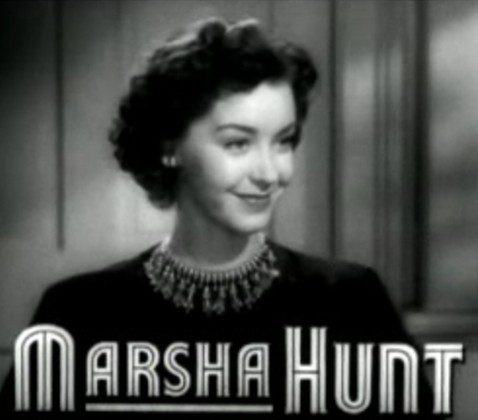
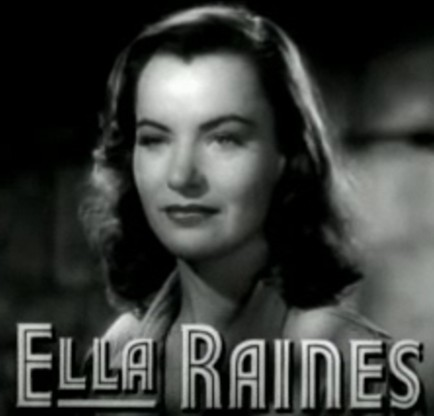
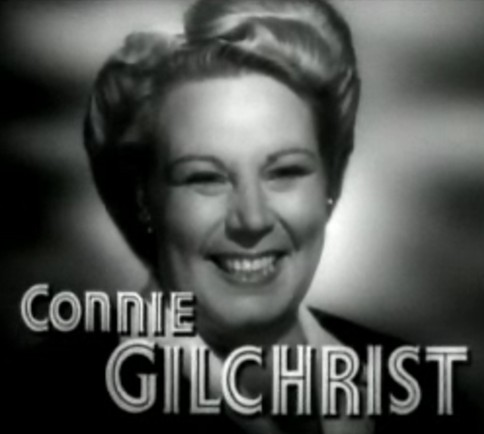